# Virus Legado
El Virus Legado es una plaga ficticia que aparece en los cómics estadounidenses publicados por Marvel Comics, en particular los que presentan a los X-Men. Apareció por primera vez en una historia del mismo nombre que se extendió por los títulos de Marvel Comics de 1993 a 2001, durante la cual arrasó con la población mutante del Universo Marvel, matando a cientos y mutando para que también afectara a los humanos no mutantes.

## Descripción
El Virus Legado era en realidad un viroide y fue lanzado por Stryfe, un terrorista (y clon de Cable criado por Apocalipsis) de aproximadamente 2000 años en el futuro. Originalmente existía en dos formas, Legado-1 y Legado-2, pero luego se transformó en una tercera forma, Legado-3; todos eran agentes aerotransportados. 
Legado-1 y Legado-2 buscaron el "Factor X" de un organismo objetivo, la secuencia de genes mutantes que le dieron a un mutante sus superpoderes. Si no encontraba un factor X activado en el objetivo, el viroide moriría, dejando a la persona completamente intacta. Sin embargo, si detectara el factor X, comenzaría a insertar intrones (secuencias de ADN basura) en las codificaciones de transcripción del ARN mutante de la víctima, el proceso comúnmente se desencadena después de que el paciente usa sus poderes por primera vez después de contraer la enfermedad. El resultado fue un gran compromiso del proceso de replicación y transcripción tan perturbador que finalmente hizo que el cuerpo fuera incapaz de crear células sanas, lo que finalmente resultó en la muerte de la víctima. Antes de la muerte, el viroide hace que los poderes de su anfitrión se salgan de control.
Legado-1 atacó la transcripción general y la replicación de todas las células, un proceso desordenado y no selectivo que resultó en una condición similar a un cáncer de replicación rápida. Esta es la versión que infectó a Illyana "Magik" Rasputin, hermana de Piotr "Colossus" Rasputin.
Legado-2 estaba mucho más cerca de la plantilla original de Stryfe y más en sintonía con su deseo de provocar una guerra de especies entre humanos y mutantes. Sus ataques fueron selectivos, trabajando solo en los genes del factor X. El resultado neto fue que una víctima finalmente perdería el control de sus poderes sobrehumanos. Además de desarrollarse a un ritmo mucho más lento que Legado-1, las víctimas de Legado-2 desarrollaron lesiones cutáneas, fiebre, tos y debilidad general (síntomas mostrados por la telepática X-Man Revanche). La naturaleza lenta de Legado-2 es la razón por la que St. John "Pyro" Allerdyce sobrevivió durante años después de su infección inicial. 
Legado-3 fue creado accidentalmente en el cuerpo de la mujer mutante Infectia. Sus poderes le permitieron escanear y visualizar la estructura genética de un ser vivo, luego alterarla según sus propios caprichos. Cuando Infectia se infectó con el virus Legado-2, sus poderes provocaron un error de replicación que eliminó el condicionamiento del viroide para infectar a los individuos solo si el gen X estaba presente. Legado-3 era capaz de infectar a cualquier homínido.
Se sugiere encarecidamente que el Virus Legado sea una alegoría de la epidemia del SIDA. Aunque todas las cepas del Virus Legado eran más peligrosas que el VIH, compartían síntomas similares, como lesiones en la piel, fiebre, fatiga y tos. Además, los cómics que presentan el Virus Legado ilustraron el impacto social similar del mayor aislamiento de un grupo estigmatizado.

## Historia
El Virus Legado se basó en un virus creado por Apocalipsis en un futuro lejano, que tenía la intención de matar a los no mutantes restantes. En el momento en que se mató esta versión alternativa de Apocalipsis, el virus no se había perfeccionado y, al igual que Legacy-3, se dirigió a todos los humanos de forma indiscriminada. Como resultado, este virus nunca se implementó hasta que Stryfe lo adquirió y lo modificó para sus propios fines. 
Durante el cruce de X-Cutioner's Song, el villano Stryfe le dio a Mr. Siniestro un recipiente que, según él, contenía 2000 años de material genético de la línea de sangre de Summers. Cuando Gordon Lefferts, un científico que trabajaba para Siniestro, abrió el recipiente después de que Stryfe aparentemente fuera asesinado por Cable, no encontraron nada dentro. Mucho peor que eso, el bote en realidad contenía una plaga, el "legado" de Stryfe al mundo.
Cuando la hermana de Colossus, Illyana, se enfermó y murió del Virus Legado en Uncanny X-Men # 303 (agosto de 1993), dejó a los X-Men y se unió a los Acólitos de Magneto.
Finalmente, la reportera Trish Tilby, ex amante de Beast, informó al público en general sobre la existencia del Virus Legado. Más tarde, Xavier y Beast convocan una conferencia de prensa para calmar los temores de la población en general. Mientras ve la conferencia de prensa, Moira MacTaggert tiene la idea de que el virus funcionó como un "gen de diseño".
El virus se prolongó durante algún tiempo en la población mutante, hasta que Mystique, en un esfuerzo por hacer que el mundo fuera seguro para los mutantes, modificó el virus para afectar solo a los humanos. Cuando Moira se enteró de esta cepa del virus, finalmente comprendió cuál era la clave de la cura. Desafortunadamente, Mystique la hirió de muerte durante el ataque de la Hermandad de Mutantes en la isla Muir y no vivió para completar la cura. El Profesor X logró recuperar telepáticamente la información crítica antes de que Moira muriera.
Con esta información, Bestia pudo sintetizar la cura unas semanas después, aunque tuvo un precio; el virus había sido liberado por primera vez por la muerte de la primera víctima, y la liberación de la cura tendría el mismo efecto. Colossus, que no quería que más personas sufrieran el destino de su hermana, se coló en el laboratorio de McCoy, se inyectó la cura en sí mismo y activó sus poderes mutantes, transformando su cuerpo en acero orgánico. Esto "sobrealimentado" la cura de Legado, al mismo tiempo matándolo y deteniendo la propagación del virus Legado, curando instantáneamente incluso a aquellos que mueren por el virus en ese momento (Aunque más tarde se reveló que Colossus había sido resucitado por tecnología alienígena y estaba siendo utilizado como sujeto de prueba para una fórmula experimental que revertiría las mutaciones antes de que fuera rescatado por los X-Men).
Desafortunadamente, esta curación rápida tuvo efectos geopolíticos imprevistos. Miles de mutantes infectados con Legado habían sido puestos en cuarentena en la nación insular de Genosha, que estaba controlada por Magneto en ese momento. La cura instantánea le dio a Magneto un gran ejército de la noche a la mañana y le permitió comenzar a llevar a cabo sus planes para la conquista del mundo en el cruce de la Víspera de la Destrucción.
En X-Factor vol. 3 # 10, se reveló que Singularity Investigations estaba creando un virus diseñado para matar mutantes. Si bien Jamie Madrox se refirió a esto como el virus heredado, no está claro si Singularity está recreando realmente el virus de Stryfe, creando lo que luego será el virus de Stryfe, o simplemente diseñando uno nuevo con un propósito similar.
En X-Force # 7, se ve que Vanisher está en posesión de una cepa mutada del Virus Legado. Más tarde fue destruido por Elixir en X-Force # 10.
Durante la Invasión Skrull a la Tierra, Bestia descubre que el Virus Legado también puede infectar a Skrulls. Bestia se pregunta si usarlo contra los alienígenas invasores. Cíclope decide usarlo para conseguir que los Skrulls se rindan.
El Virus Legado ha regresado una vez más, ya que resultó que había otras muestras que cayeron en manos de Bastión. La Reina Leprosa ha inyectado muestras en Hermosa Soñadora y Fever Pitch para hacer que sus poderes se vuelvan locos y se maten a sí mismos y a miles de humanos durante un mitin anti-mutantes organizado por los Amigos de la Humanidad. Más tarde se reveló que Hellion y Surge también fueron inyectados con el virus Legado.
También se rumorea que Bestia Oscura tiene una muestra del Virus Legado.

## Lista de Infecciones
A continuación, se enumeran en orden alfabético los personajes infectados por el Virus Legado:
| Personaje                | Primera aparición de infección                                      | Notas |
| ------------------------ | ------------------------------------------------------------------- | --- |
| Absalom                  | X-Force (vol. 1) #37 (agosto de 1994)                               | Inmortalidad virtual, capacidad para extender espinas afiladas de su cuerpo. Asesinado por Selene en X-Force (vol. 1) # 54 antes de que el Virus Legado pudiera reclamarlo.                                                                                                   |
| Abyss                    | Cable (vol. 2) #40 (febrero de 1997)                                | El cuerpo maleable alberga un vórtice dimensional. Se salvó de la muerte cuando Colossus se sacrificó para liberar la cura. |
| Aminedi                  | X-Men Annual Vol. 2 #2                                              | Transformación de partículas de aire. Muere por el Virus Legado. |
| Avalancha                |                                                                     | Potente generación de vibraciones. Sobrevivió al virus Legado. |
| Bolt                     | X-Men Unlimited (vol. 1) #8 (septiembre de 1995)                    | Generación / manipulación bioeléctrica. Sobrevivió al virus Legado. |
| Burke                    | X-Force (vol. 1) #34 (agosto de 1994)                               | Asesinado por el virus. |
| Feral                    | X-Force (vol. 1) #37 (agosto de 1994)                               | Apariencia felina. Sobrevivió al virus Legado. |
| Infectia                 | X-Men (vol. 2) #27 (diciembre de 1993)                              | Toque mutagénico. Asesinado por el virus Legado en X-Men (vol. 2) # 27 (diciembre de 1993). |
| Gordon Lefferts          | X-Force (vol. 1) #18 (enero de 1993)                                | Telequinesis y telepatía. Revelado muerto en X-Men (vol. 2) # 23; reveló haber sido la primera víctima asesinada por el virus Legado en X-Men (vol. 2) # 27 (diciembre de 1993)                                                                                               |
| MacTaggert, Moira        | Excalibur (vol. 1) #80 (agosto de 1994)                             | Designado públicamente como el primer humano en contraer el virus Legado en X-Men Prime. Asesinada por Mystique antes de que el Virus Legado pudiera reclamarla. (Revelado en House of X # 2 que ella era secretamente una mutante)                                           |
| Madrox, Jamie            | Infectados por duplicado en X-Factor (vol. 1) # 91 (junio de 1993). | El duplicado murió a causa del Virus en X-Factor (vol. 1) # 100 (marzo de 1994). |
| Magik (Illyana Rasputin) |                                                                     | Usuario mágico, teletransportación crono-variante. Asesinada por el virus Legado en Uncanny X-Men # 303 (agosto de 1993). Más tarde revivió. |
| Mente Maestra            |                                                                     | Ilusionista. Asesinado por el virus en Uncanny X-Men Annual # 17. |
| Maverick                 |                                                                     | El factor curativo puso al virus en remisión. |
| Mr. Siniestro            |                                                                     | Inmortal. Puede haber sido infectado. Aunque si es así, su propio factor de curación debe haber ralentizado enormemente su progresión, sin embargo, se salvó cuando Colossus se sacrificó para liberar la cura.                                                               |
| Mutado #24601            |                                                                     | Solo un Genoshan Mutado "nombrado"; muchos otros infectados y presuntamente muertos. |
| Nicodemus                | X-Force (vol. 1) #20 (marzo de 1993)                                | Habilidades indefinidas basadas en fuego. Revelado haber sido asesinado por el virus en el mismo problema. |
| Pyro                     | X-Men Annual (vol. 2) #2.                                           | Manipulación psiónica (pero no generación) de fuego. Asesinado por el virus en Cable (vol. 2) # 87 (enero de 2001) después de salvar al Senador Robert Kelly de un intento de asesinato.                                                                                      |
| Psynapse                 | X-Men (2nd serie) #21                                               | Implica haber contraído el virus Legado. Fue "asesinado" por sus compañeros de equipo por estar infectado y causar que él no estuviera en forma. Revelado haber engañado a sus compañeros de equipo y salvado de la muerte cuando Colossus se sacrificó para liberar la cura. |
| Revanche                 | X-Men Annual (vol. 2) #2.                                           | Telepatía, generación de cuchillas psiónicas. Mercy-asesinada por Matsu'o antes de sucumbir al Virus en X-Men # 31 (abril de 1994). |
| Numerosos X-Skrulls      | Secret Invasion: X-Men #4                                           | Poderes basados en los X-Men. |
| Hermosa Soñadora         | Detrás de escena antes de X-Force (vol. 3) #12.                     | Inyectada con el Virus Legado por la Reina Leprosa para ser utilizada como arma biológica, matando a miles de humanos y a ella misma. |
| Fever Pitch              | X-Force (vol. 3) #12.                                               | Destino similar al de Hermosa Soñadora, pereciendo junto con cientos de otros humanos en una ola de fuego. |
| Hellion                  | X-Force (vol. 3) #13.                                               | Capturado por la Reina Leprosa e inyectado con el virus Legado para usarlo como arma biológica. Sanado del Virus Legado por Elixir. |
| Surge                    | X-Force (vol. 3) #13.                                               | Destino similar al de Hellion. Elixir la curó del Virus Legado. |

## Otras versiones
La versión del universo Ultimate Marvel del Virus Legado es creada por Nick Fury, en un intento de replicar el experimento del Super Soldado que creó al Capitán América, usando la sangre de Bestia. El virus convierte a los humanos normales en seres súper fuertes, pero es fatal para los mutantes, lo que llevó a Fury a mantener a Bestia bajo la custodia de S.H.I.E.L.D. para obligarlo a encontrar una cura para él, en caso de que alguna vez hubiera un brote.

## En otros medios

### Televisión
- En X-Men, se usó una variación del Virus Legado en una breve historia donde fue la creación de Apocalipsis, quien había creado el virus con la ayuda de Graydon Creed y los Amigos de la Humanidad, infectando a personas inocentes y afirmando que los mutantes eran los que habían causado la plaga. En un intento por detener la plaga, Bishop regresó del futuro para destruir el trabajo de Apocalipsis antes de que el virus pudiera pasar a los mutantes, pero como resultado nunca se crearon anticuerpos vitales que permitirían a la raza mutante sobrevivir a plagas futuras. Viajando desde aún más lejos en el futuro, Cable pudo llegar a un compromiso que permitió que tanto la misión de Bishop como la suya tuvieran éxito; Aunque la plaga nunca dio el salto a los mutantes a gran escala, Cable se aseguró de que Wolverine fuera infectado, creando así los anticuerpos necesarios sin matar a ningún mutante gracias al factor de curación de Wolverine.

### Película
- En Logan, una variación del Virus Legado es creado por Zander Rice para acabar con la población mutante del mundo y vengar la muerte de su padre por Wolverine durante el programa Arma X. Para el año 2029, los mutantes están al borde de la extinción y Rice está trabajando para Transigen para diseñar niños mutantes que se utilizarán como soldados.

### Videojuegos
- En X-Men: Gamesmaster's Legacy, la trama del juego se centra en los X-Men y el Virus Legado.
- En el videojuego Marvel: Ultimate Alliance, una misión secundaria incluye salvar una computadora base S.H.I.E.L.D. Omega, que contiene datos de investigación sobre el virus Legado. Si se guarda la computadora, los datos se utilizarán para crear una cura para el virus. De lo contrario, el Virus Legado se convertirá en una plaga que conducirá a la raza mutante casi a la extinción.